# Halbpension
Halbpension ist die Bezeichnung für eine Verpflegungsart während eines Reiseaufenthaltes, wie beispielsweise in einem Hotel oder einer Pension.

## Definition
Ausweislich der DIN EN ISO 18513:2003 Nr. 2.4.3 sind bei Halbpension neben der Unterkunft das Frühstück und entweder Mittagessen oder Abendessen inbegriffen. Häufiger wird Abendessen statt des Mittagessens angeboten. Sind alle drei Mahlzeiten eingeschlossen, spricht man von Vollpension (DIN EN ISO 18513:2003 Nr. 2.4.4).
Die einschlägige DIN EN ISO 18513:2003 (Terminologie und Definitionen der Tourismus-Dienstleistungen) trifft keine ausdrückliche Feststellung zu Getränken: Nr. 2.4.2 bis 2.4.4 beschränken sich auf die Aufzählung von Frühstück, Mittagessen und Abendessen. Nur im Eintrag Nr. 2.4.5 für All inclusive werden Getränke zusätzlich als Inhalt beschrieben. Das einfache Frühstück soll nach Nr. 3.1.1 „mindestens Brot, Butter, Marmelade und/oder Konfitüre sowie ein heißes Getränk“ beinhalten. Im touristischen Bereich wird meist ein erweitertes Frühstück oder ein Frühstücksbuffet mit weiteren Speisen und Getränken angeboten. Getränke zum Mittag- oder Abendessen sind bei Buchung von Halbpension in der Regel nicht enthalten.
Manche Hotels bieten auch „Halbpension plus“ als Verpflegung an. Dort können neben den Leistungen der normalen Halbpension Getränke zum Essen oder eine Zwischenmahlzeit enthalten sein.
In Reiseunterlagen wird Halbpension oft mit H oder HP abgekürzt. Eine einheitliche Abkürzung gibt es allerdings nicht.

## Andere Verpflegungsarten
- Vollpension
- All inclusive
- Bed and Breakfast
- Selbstversorgung